# ثان طنطا (حي)
حي ثاني، هو إحدى التقسيمات الداخلية لمدينة طنطا في محافظة الغربية، جمهورية مصر العربية.